# Lacerta aranica
Lacerta aranica — представник роду Ящірок родини Справжні ящірки.

## Поширення
Цей вид зустрічається у Піренейских горах Франції та Іспанії. Вид зустрічається у масиві Мауберме, між долинами Аран і Арьеж, а в 2006 році нова популяція була виявленав Мон Вальє (Франція). Поширений на висоті 1640—2668 метрів над рівнем моря.

## Спосіб життя
Цей вид зустрічається в скелястих альпійських місцевостях, таких як кам'янисті луки, відслоненнях гірських порід і схилах. Це яйцекладний вид.